# Chagas Val
Francisco das Chagas Val (Buriti dos Lopes, 23 de julho de 1943 – São Luís, 21 de julho de 2016) foi um poeta e escritor brasileiro.

## Biografia
Francisco das Chagas Val nasceu no povoado Estreito, município de Buriti dos Lopes, a 23 de julho de 1943. Iniciou seus primeiros estudos no grupo escolar do povoado, logo se transferindo para o Colégio Leônidas Melo, em Buriti dos Lopes, onde permaneceu até o 4º ano.
Depois, em Parnaíba, concluiu o ensino fundamental no Colégio São Luís Gonzaga, onde teve os primeiros contatos com a literatura brasileira. Entretanto, foi no Colégio Lima Rebêlo, onde cursou até o segundo ano do ensino médio que realmente veio a conhecer a grande literatura, inclusive os romancistas russos.
Chagas Val radicou-se em São Luís em 1963. Foi nesta cidade que sua poesia floresceu. Terminou o ensino médio no Colégio de São Luiz, em 1963, foi adiando o ingresso na universidade, enquanto ensinava Português e Literatura em colégios de São Luís.
Só concluiu a Faculdade de Letras em 1974. Era, entretanto, um poeta com alguma bagagem literária e bastante leitura.

## Obras
- Chão e Pedra (1972)
- Chão Eterno (1978)
- Mundo Menino (1979)
- Teoria do Naufrágio (1987)
- Floração das Águas (1992)
- Estado Provisório da Água (1993)
- Anatomia do Escasso Cotidiano (1998)
- O Código do Vento (2004)
- Escritura do Silêncio (2009)